# Freileitungskreuzung
Eine Freileitungskreuzung ist die Kreuzung eines Hindernisses (Verkehrsweg, Fluss, Tal oder Meerenge) durch eine Freileitung.
Die Ausführung einer Freileitungskreuzung hängt stark von den örtlichen Gegebenheiten und den zum Bauzeitpunkt herrschenden Vorschriften für den Leitungsbau sowie bei kreuzenden Verkehrswegen von deren Vorschriften ab. So ist zum Beispiel bei Kreuzung von Schifffahrtswegen die Durchfahrtshöhe vorrangig. Allerdings werden Freileitungskreuzungen in vielen vergleichbaren Fällen ähnlich ausgeführt.
Freileitungskreuzungen können in manchen Fällen aufwändige Konstruktionen nötig machen und auch betriebliche Nachteile mit sich bringen. In solchen Fällen sollte überlegt werden, ob eine Ausführung der Kreuzung des Hindernisses als Erdkabel oder Seekabel wirtschaftlicher ist. Auch Tunnel (und Düker) bieten Gelegenheit zur Unterführung von Flüssen mit Kabeln. Brücken können sowohl Freileitungsmaste tragen (wie die Storstrømsbroen oder die Kölner Südbrücke) als auch über Kabelkanäle verfügen.

## Arten

### Straßen und Bahnlinien
Freileitungskreuzungen von Straßen, Bahnlinien, kleinen und mittelgroßen Wasserläufen erfordern heutzutage im Regelfall keine besonderen Bauwerke. In den Anfangsjahren des Freileitungsbaus (1910er-/1920er-Jahre) war es jedoch Vorschrift, dass bei Kreuzungen von Verkehrswegen eine Schutzbrücke unter der Leitung errichtet werden musste. Später musste für die Kreuzung einer Freileitung mit einer staatlichen Eisenbahnlinie auf beiden Seiten der Bahnlinie ein Abspannmast errichtet werden, was man insbesondere bei einigen älteren noch bestehenden Freileitungen wie der Nord-Süd-Leitung gut sehen kann.
Für Freileitungskreuzungen von Autobahnen und Schnellstraßen müssen mitunter die Freileitungsmasten vorzeitig erneuert werden, da für diese erhöhte statische Anforderungen bestehen. Häufig jedoch stehen Trassen von Straßen oder Bahnlinien bereits bestehende ältere Masten im Weg, wofür neue Konstruktionen etwas weiter abseits errichtet werden. Auch kommt es vor, dass die Leitungsmasten zu beiden Seiten der Fahrbahn nachträglich erhöht werden müssen, um den Sicherheitsabstand einzuhalten. Alternativ werden – meist bei Mittelspannungsleitungen – Erdkabel verwendet.
Wenn es die örtlichen Gegebenheiten für angebracht erscheinen lassen, kann eine Freileitung auch von einer Talbrücke überquert werden. So überquert zum Beispiel das Körschtalviadukt eine zweikreisige 110-kV-Drehstromleitung der EnBW AG. Aus naheliegenden Gründen, wie die Gefahr von Kurzschlüssen durch herabfallende Gegenstände, versucht man solche Unterquerungen zu vermeiden. Weitere Beispiele sind die Brenztalbrücke, die Siegtalbrücke, die Ilmtalbrücke, die Talbrücke Dambachtal oder die Maintalbrücke Gemünden. Die Fuldatalbrücke Morschen überquert sogar zwei 110-kV- und eine 20-kV-Freileitung.

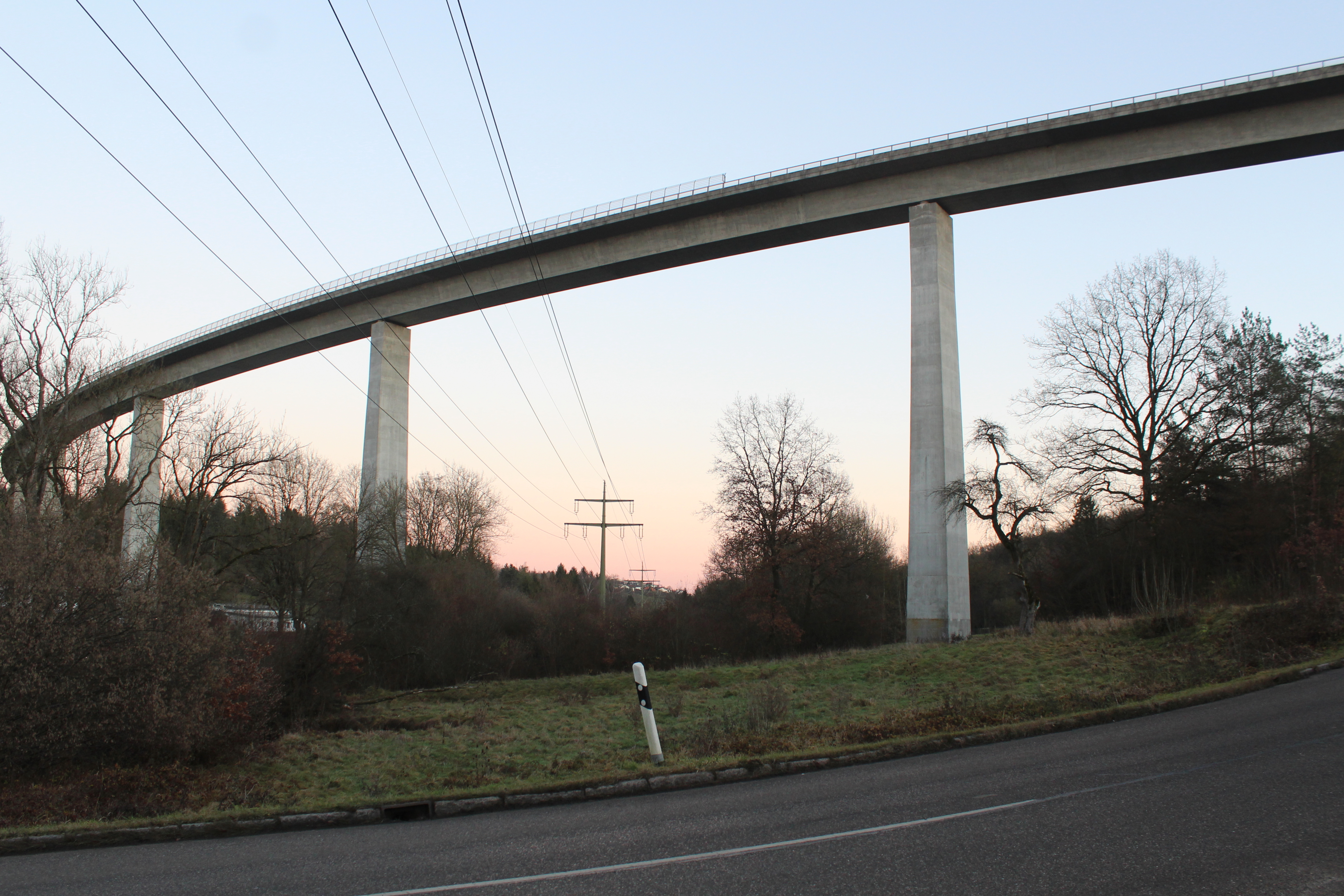
Die Körschtalbrücke überquert eine 110-kV-Freileitung

Bei Autobahn-Behelfsflugplätzen werden Freileitungen häufig als Erdkabel verlegt oder um die zur Start- und Landebahn umfunktionierbare Fahrbahn geführt. Im Bereich der Straßenquerung werden niedrige Einebenenmasten eingesetzt, die häufig als Luftfahrthindernis gekennzeichnet sind.

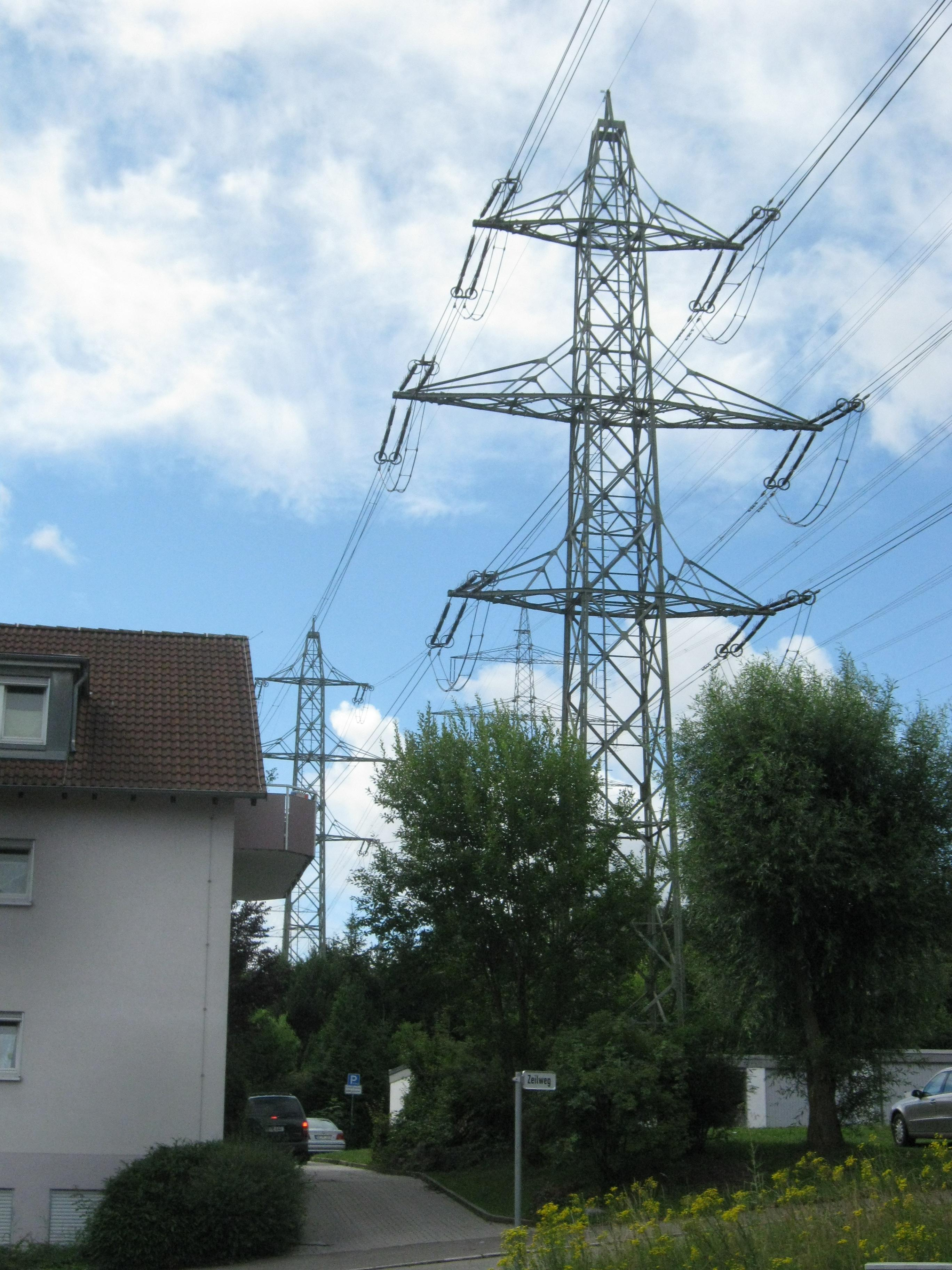
Bahnstrecken mussten früher mit zwei Abspannmasten gequert werden. So auch die Rankbachbahn, die bei Magstadt von der 1929 errichteten Nord-Süd-Leitung gequert wird.
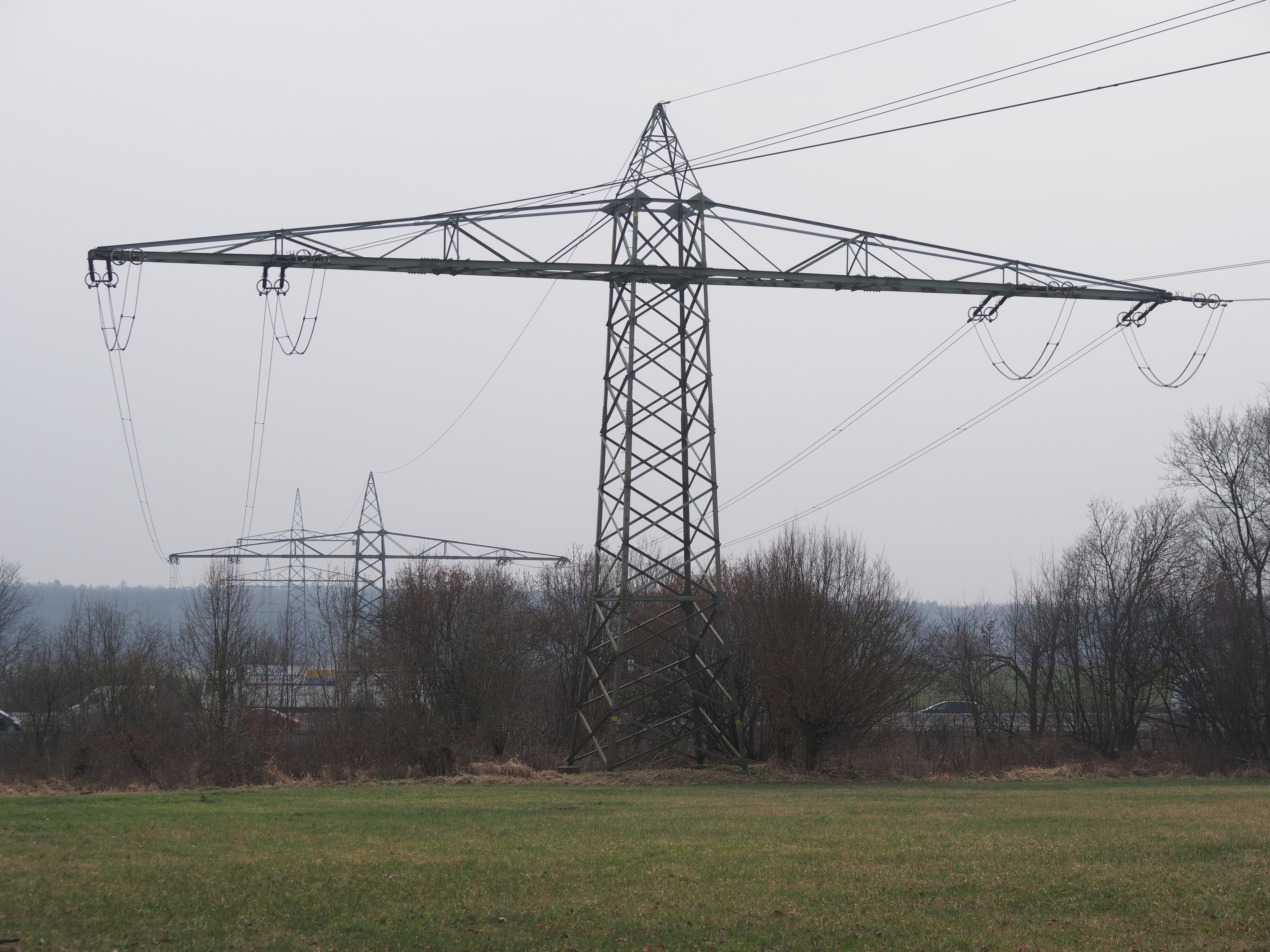
Die Nord-Süd-Leitung quert die A 6 östlich eines ehemaligen Autobahn-Behelfsflugplatzes auf sehr niedrigen Einebenenmasten.
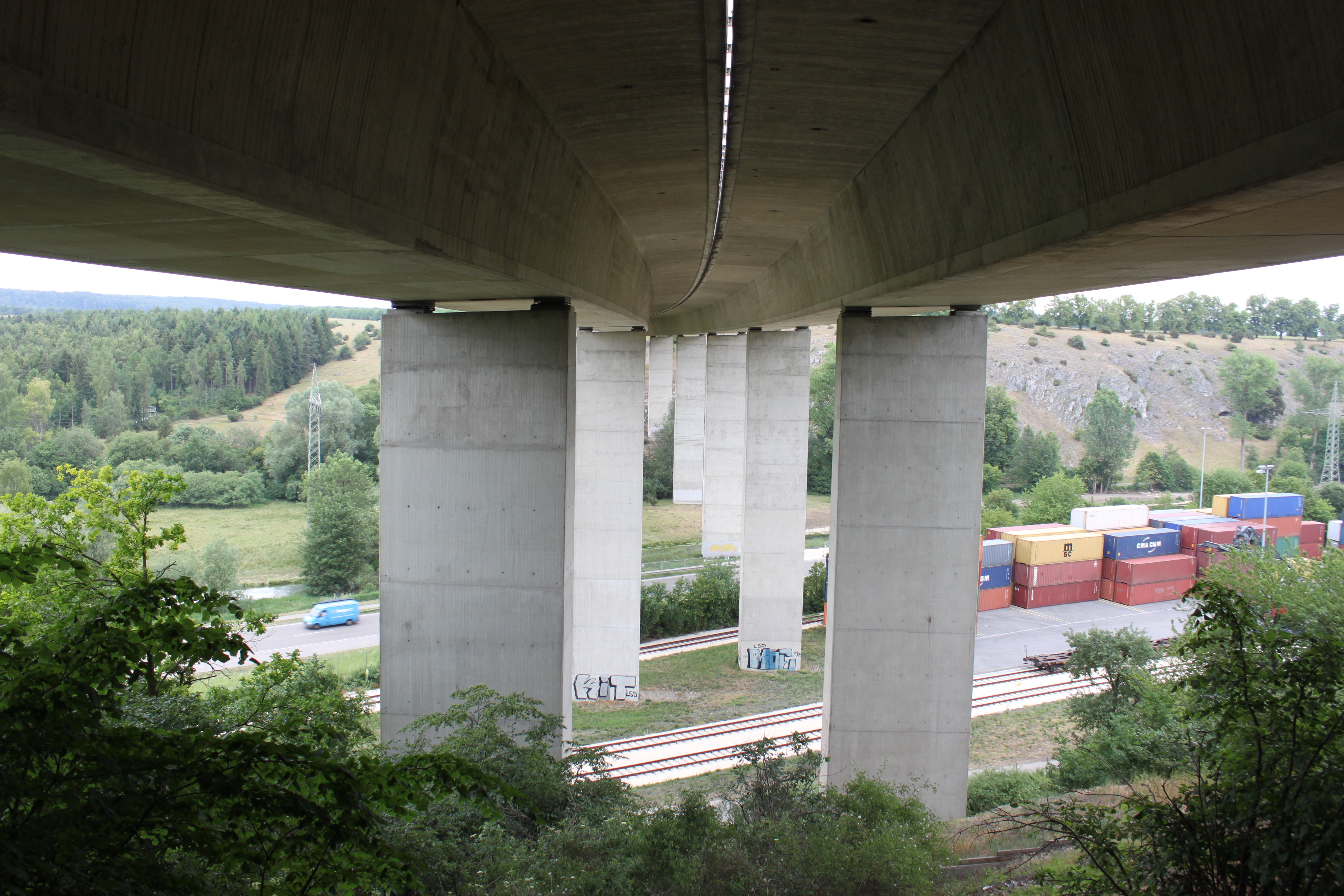
Unter der Brenztalbrücke bei Giengen führt eine 110-kV-Freileitung durch.

### Staatsgrenzen
Staatsgrenzen werden, insbesondere wenn die Leitungsabschnitte auf beiden Seiten der Grenze von verschiedenen Energieversorgungsunternehmen betrieben werden, häufig mit einem Spannfeld überquert, das aus je einem Abspannmast auf beiden Seiten der Grenze besteht. Man reduziert hierdurch Wartungsarbeiten, die eine direkte Koordinierung von Arbeitskräften auf beiden Seiten der Grenze erfordern würden, auf ein absolutes Minimum und vermeidet eventuelle Kompetenzprobleme für den grenzüberquerenden Leitungsabschnitt so gut wie möglich.
Bei Leitungen, die eine Staatsgrenze überqueren, jedoch nicht als Kuppel-, sondern reine Transitleitung nur abschnittsweise auf fremdem Staatsgebiet verlaufen, ändern sich die Masten im Regelfall nicht. Beispiele sind etwa die niederländische 150-kV-Leitung zwischen Roermond und Heerlen, die durch den Kreis Heinsberg verläuft, oder die französische 220-kV-Leitung Saint-Avold–Bruch auf saarländischem Gebiet.

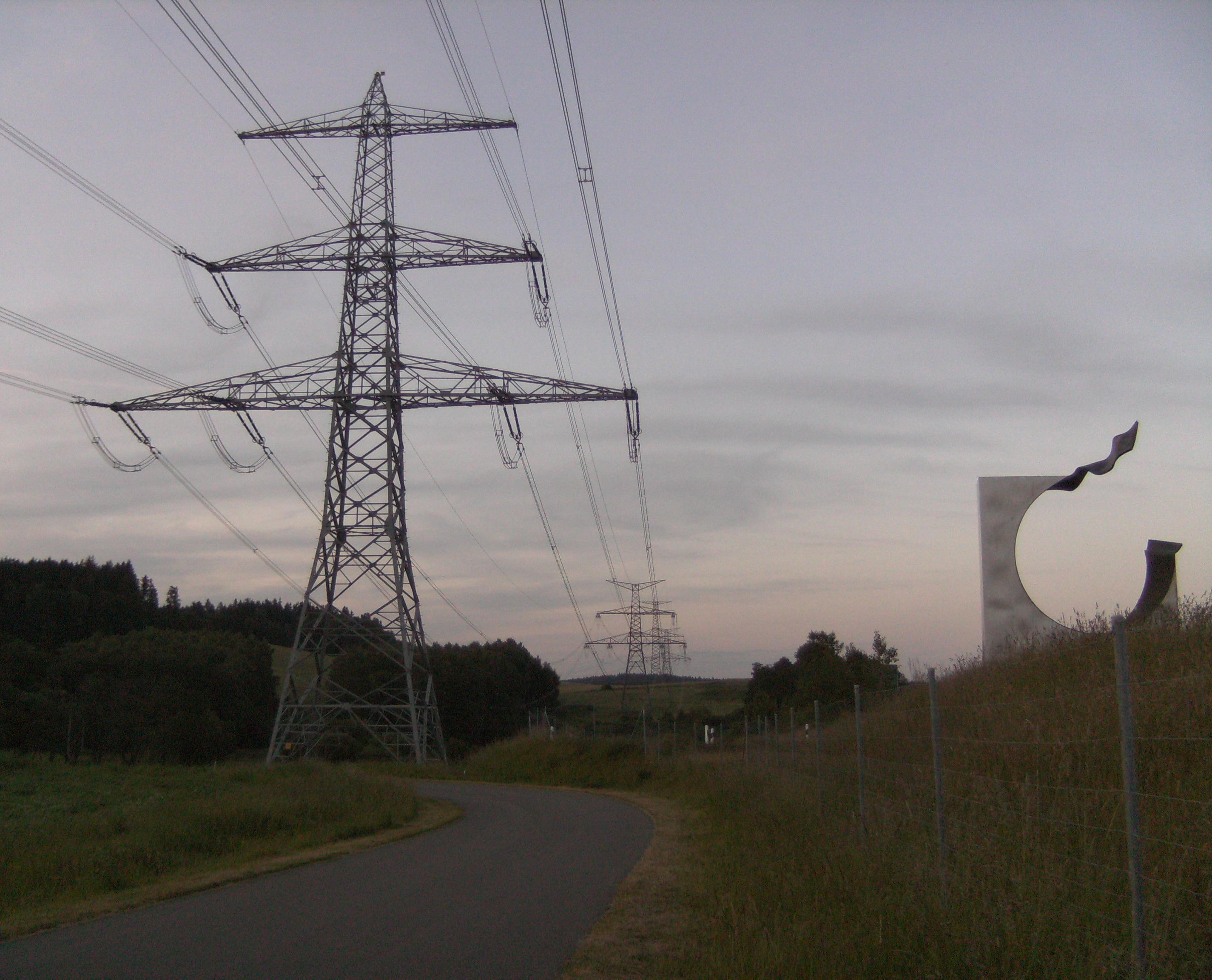
Die 380-kV-Leitung Etzenricht-Hradec überquert die deutsch-tschechische Staatsgrenze bei Waidhaus. Der Mast im Vordergrund steht in Deutschland, die im Hintergrund in der Tschechischen Republik. Man beachte die unterschiedlichen Bauweisen der Maste in Deutschland und Tschechien.
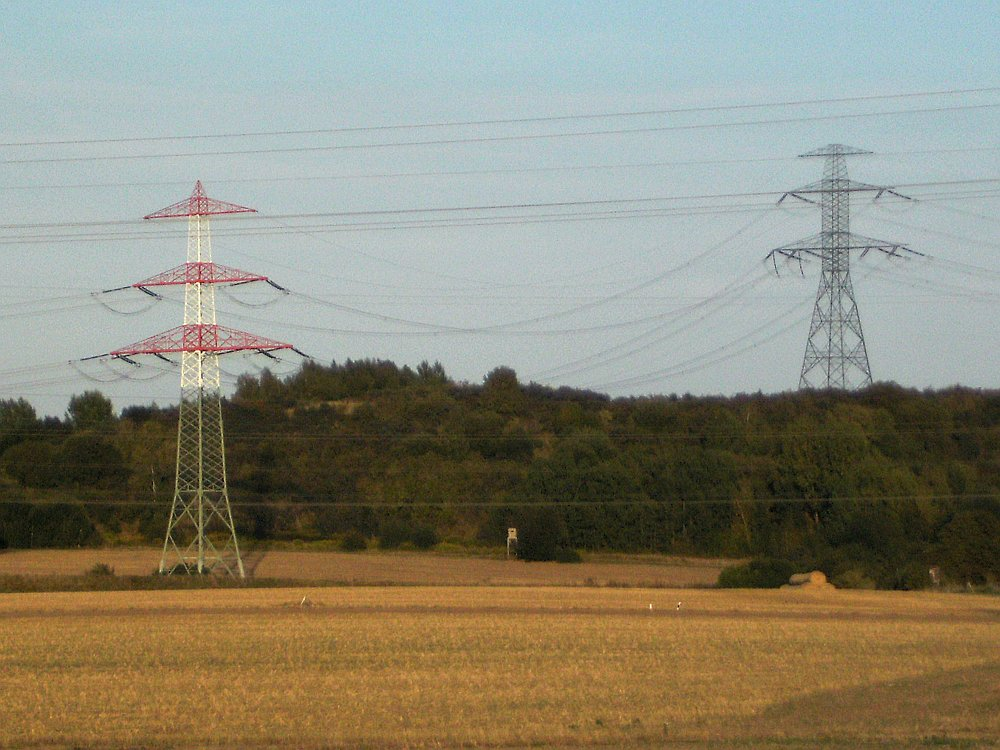
Auch bei der Querung der einstigen innerdeutschen Grenze wurden auf beiden Seiten unterschiedliche Freileitungsmasten verwendet.

### Andere Freileitungen
Bei der gegenseitigen Kreuzung von Freileitungen sind die nötigen gegenseitigen Sicherheitsabstände und die Sicherheitsabstände zum Erdboden einzuhalten. Im Regelfall wird hierbei meist die Leitung mit der niederen Spannung der mit der höheren Spannung unterführt. Grundsätzlich versucht man solche Kreuzungen so zu planen, dass ihre Realisierung mit möglichst geringem finanziellem Aufwand erfolgt. Dies wird meist dadurch erreicht, in dem man die zu kreuzende Leitung möglichst unverändert lässt. Allerdings senkt man, wenn diese Leitung von der neu zu errichtenden Leitung überquert werden soll, häufig im Kreuzungsbereich ein eventuell vorhandenes Erdseil auf die Höhe der obersten Traverse ab, um die Bauhöhe der Masten der zu überquerenden Leitung zu verringern.
Unterquert die neu zu bauende Leitung eine bestehende Leitung, versucht man dies häufig in der Nähe von Masten dieser Leitung zu realisieren, da in diesem Fall häufig ohne Aufstockung der bestehenden Masten die nötigen Sicherheitsabstände bezüglich des Erdbodens und der anderen Leitungen gewährleistet sind. Im Zuge von Unterquerungen wird häufig das Mastbild gewechselt und wegen der geringen Bauhöhe der unterquerenden Leitung die Einebenenanordnung der Leiterseile bevorzugt.
Bei Leitungsüberquerungen kann es unter Umständen Probleme wegen der aus Gründen der Flugsicherheit gegebenen maximalen Masthöhe geben, da die Masten mitunter nachträglich erhöht werden müssen. Der Mast der 380-kV-Leitung Pulverdingen–Hoheneck, der sich unmittelbar nördlich der Kreuzung mit der 380-kV-Leitung Rommerskirchen–Bürstadt–Hoheneck befindet, ist 108,5 m hoch und damit der höchste Freileitungsmast in Baden-Württemberg. Er ist von der nahen A 81 gut zu erkennen.
Eine weitere Möglichkeit ist die Errichtung eines Mastes, der die Stromkreise beider sich kreuzender Leitungen aufnimmt. Er kann ggf. auch zur Realisierung einer Verknüpfung beider Leitungen oder zusätzlich als Abzweigmast verwendet werden.
Erweist sich keine Möglichkeit, an einem der Standorte der Masten der überquerenden Leitung die nötige Bauhöhe zu erreichen, so wird diese verkabelt oder im Bereich des Kreuzungsabschnittes mit der Leitung auf niedrigeren Mastenhöhen gefahren. Insbesondere in Großbritannien ist die Erdverkabelung von kreuzenden Freileitungen weit verbreitet.
Eine ungewöhnliche Ausführung der gegenseitigen Kreuzung von Freileitungen existiert nördlich von Kincardine in Schottland. Hier unterquert die Hochspannungsleitung Kincardine-Tealing zwei andere Hochspannungsleitungen. Einer der Stromkreise der Leitung Kincardine-Tealing unterquert diese Leitungen als Freileitung auf niederen Masten, der andere als Erdkabel.

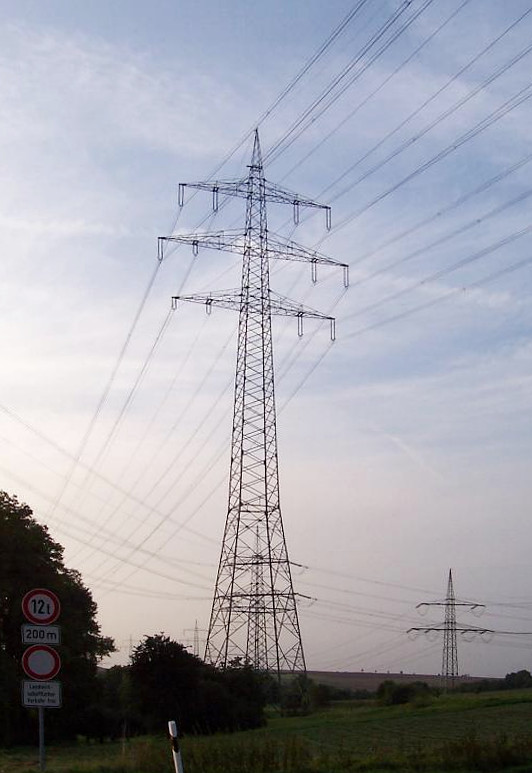
Kreuzung zweier 380-kV-Leitungen zwischen Ludwigsburg und Freiberg/Neckar. Die vierkreisige 380-kV-Leitung Hoheneck-Pulverdingen überquert die zweikreisige 380-kV-Leitung Hoheneck-Bürstadt. Parallel zur 380-kV-Leitung Hoheneck-Pulverdingen verläuft eine zweikreisige 220-kV-Leitung, welche unter der 380-kV-Leitung Hoheneck–Bürstadt hindurchläuft.
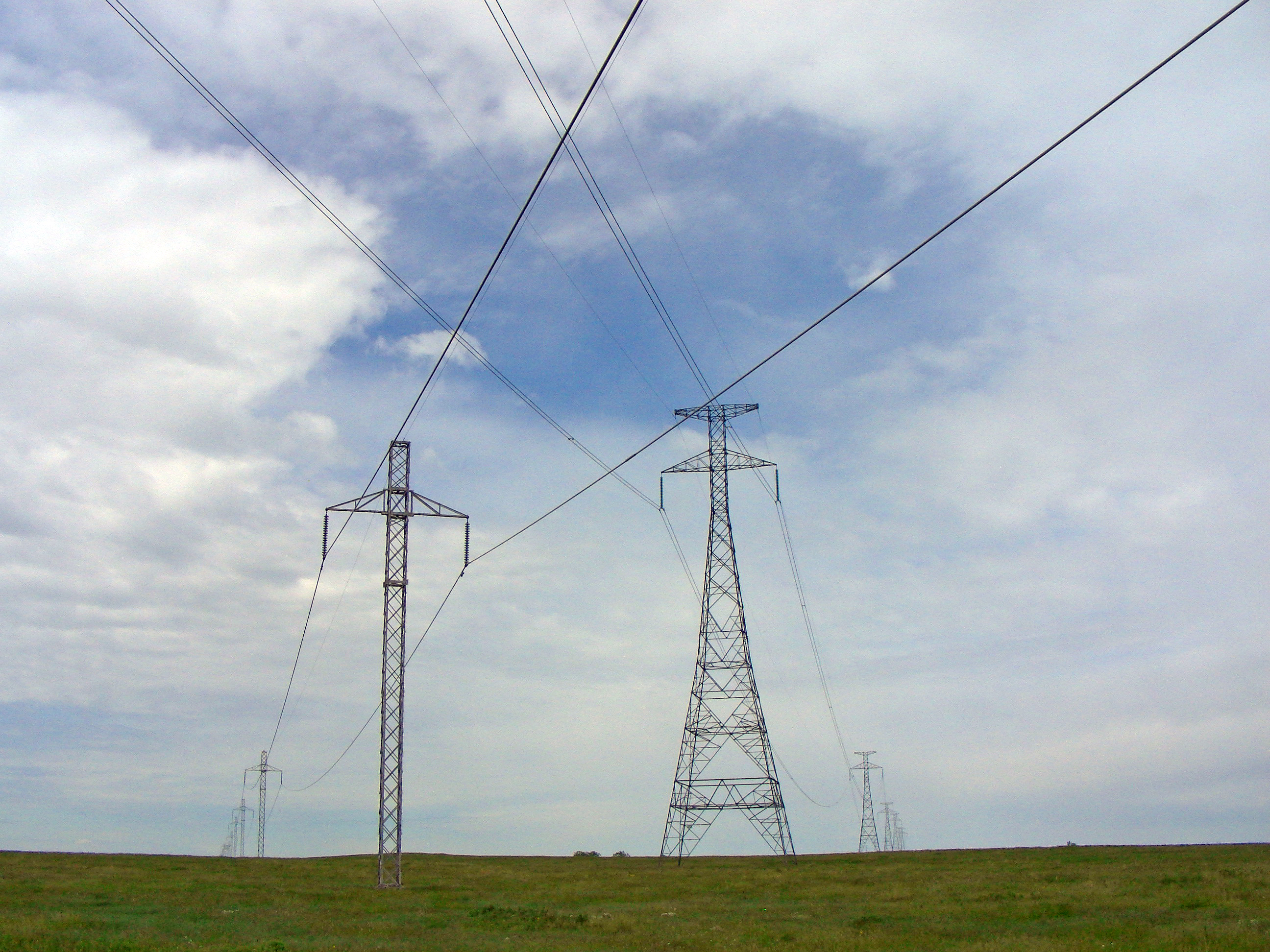
Die einzige Kreuzung zweier verschiedener HGÜ-Freileitungen außerhalb Chinas. Die HGÜ Square Butte überquert die HGÜ CU.
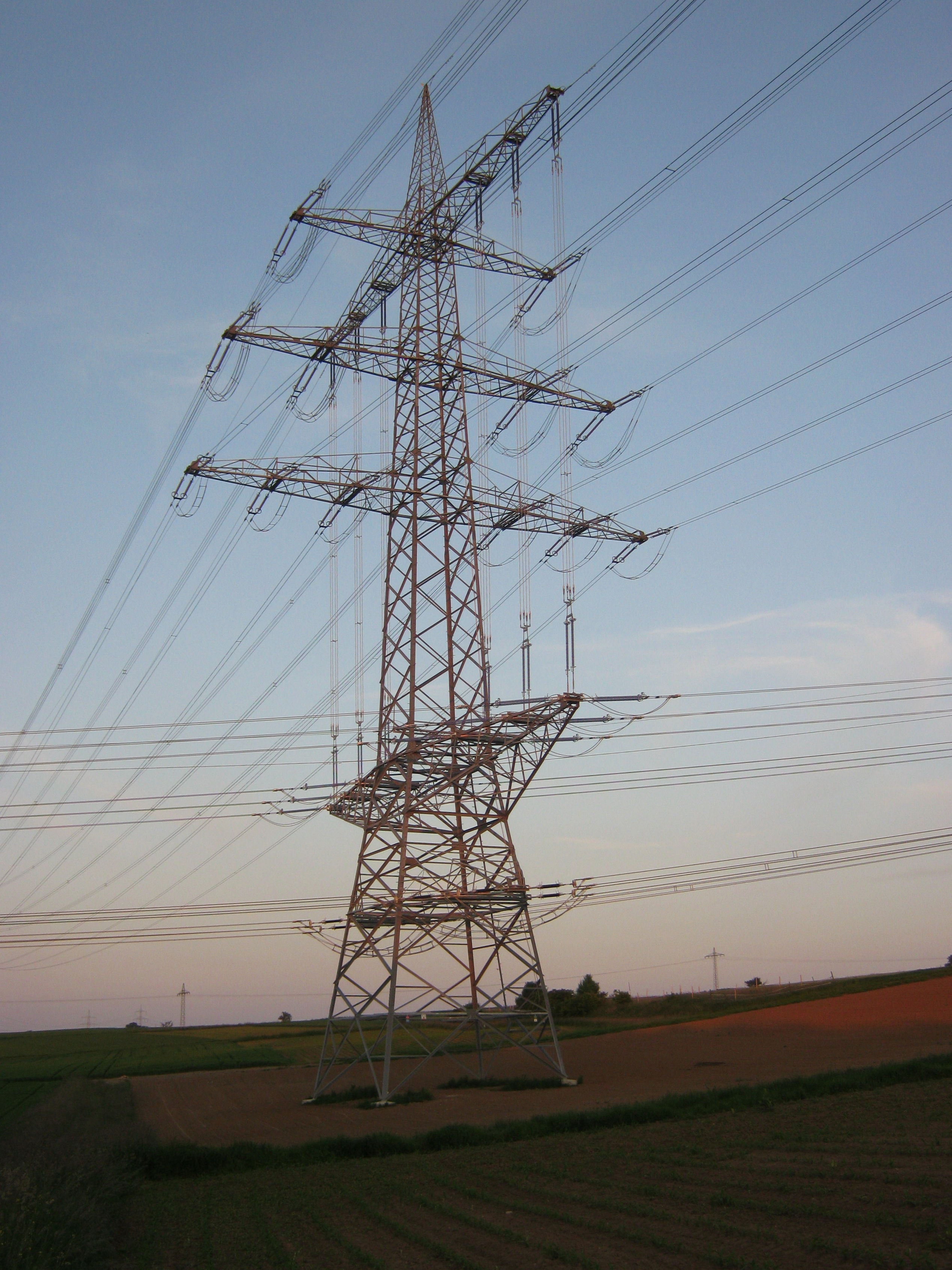
Kreuzung der 220-kV-Leitung Neckarwestheim-Kornwestheim, auf deren Maste sich auch die Stromkreise der 110-kV-Bahnstromleitung Neckarwestheim-Zazenhausen befinden mit der 220-kV-Drehstromleitung Hoheneck-Winnenden/Wendlingen
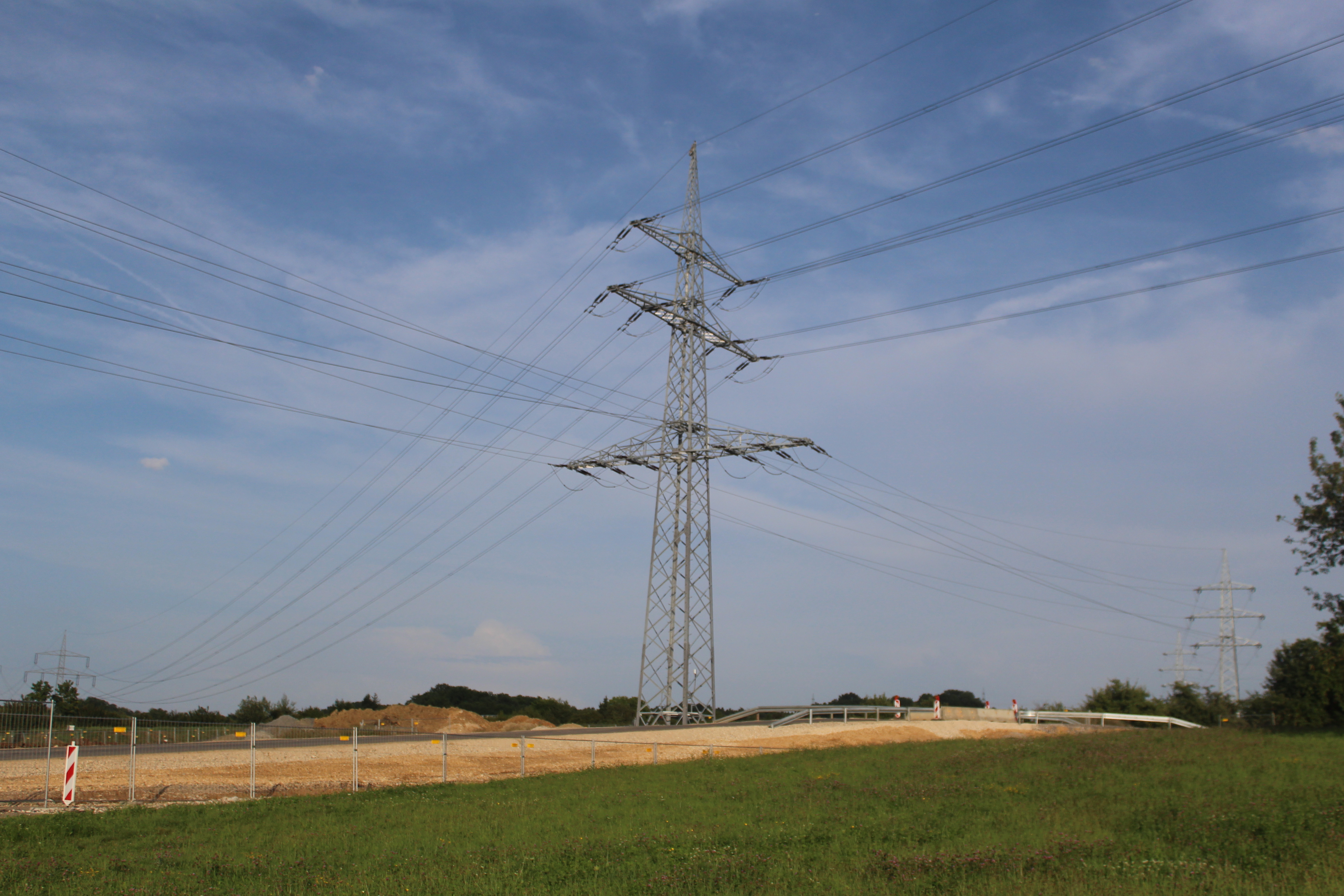
Kreuzung zweier Freileitungen bei Wendlingen am Neckar unter Verwendung eines gemeinsamen Mastes für beide Leitungen
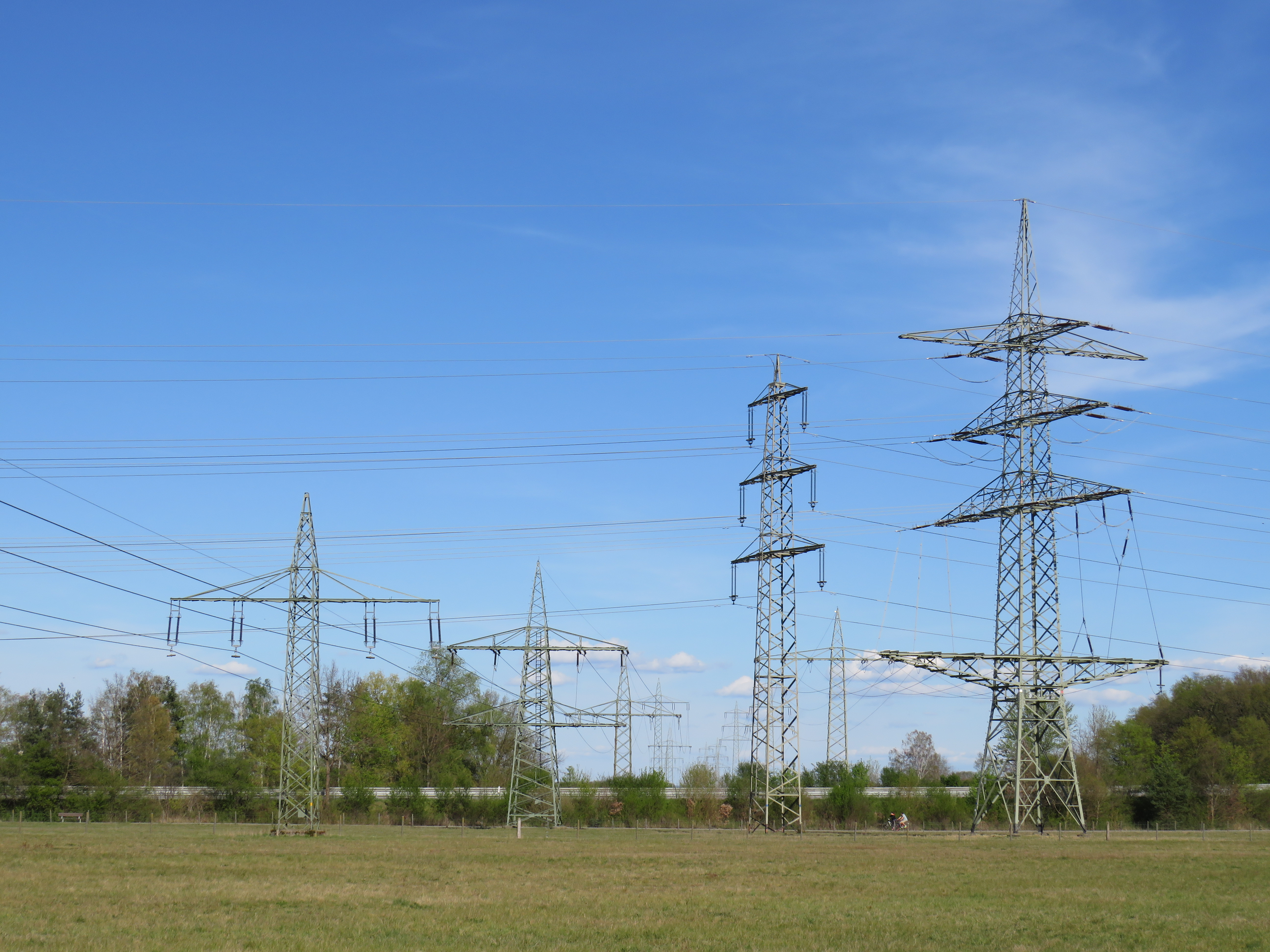
Eine Bahnstromleitung unterquert zwei Drehstromleitungen auf sehr niedrigen Masten

### Luftseilbahnen

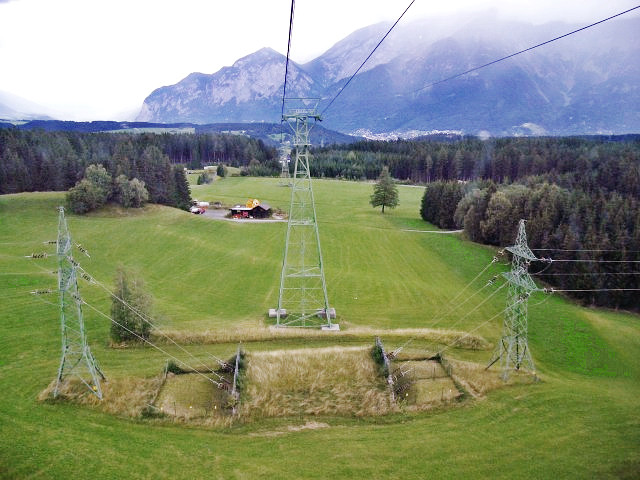
Kreuzung Patscherkofel-Seilbahn mit Bahnstromleitung

Freileitungen sollten, wenn überhaupt, die Trasse einer Luftseilbahn nur oberhalb dieser kreuzen.
Die nötigen Schutzabstände von Freileitungen zu den Seilen einer Luftseilbahn sind den einschlägigen Vorschriften bezüglich des Baus von Luftseilbahnen und Freileitungen zu entnehmen. Im Fall einer Unterquerung einer Luftseilbahn müssen die notwendigen Sicherheitsabstände zwischen Freileitung und Boden der Seilbahnkabine auch im ungünstigsten Fall gewährleistet sein. Grundsätzlich werden sowohl Über- als auch Unterquerungen durch die einschlägigen Vorschriften vollständig geregelt.
Allerdings werden häufig im Bereich des Kreuzungsabschnittes besondere Vorsichtsmaßnahmen getroffen. Bei Freileitungskreuzungen, bei denen die Freileitung oberhalb der Seile der Luftseilbahn verläuft, werden gelegentlich zwei Fangseile angebracht, die im Fall eines Bruches des Freileitungsmastes oder des Befestigungsisolators verhindern sollen, dass das Leiterseil auf die Seilbahn fällt. Alternativ können auch an den Freileitungsmasten unter den Leiterseilen Hilfstraversen montiert sein, welche einen Absturz der Leiterseile auf die Seilbahntrasse verhindern. Gelegentlich wird auch das Spannfeld der Leitung über die Seilbahn mit einer starren Konstruktion auf ganzer Länge oder zumindest im Bereich der Seilbahn eingerüstet. Diese Version findet man beispielsweise bei der Seilbahn von Caracas.
Bei Kreuzungen, bei denen die Freileitung unterhalb der Tragseile der Luftseilbahn verläuft, wird die Leitung häufig im Kreuzungsbereich auf speziellen Masten verlegt, welche die Leitung im Bereich der Seilbahnkreuzung einrüsten. Eine solche Maßnahme ist zwar nach den einschlägigen Vorschriften des Freileitungsbaus nicht unbedingt vorgeschrieben, sie ermöglicht aber im Fall einer Havarie die Rettung von Personen aus der Seilbahn, ohne dass die Freileitung abgeschaltet werden muss.
Solche Konstruktionen findet man bei 110-kV-Freileitungskreuzungen der Penkenbahn in Mayrhofen, der Patscherkofelbahn bei Innsbruck und südlich von Zermatt.
Eine 110-kV-Freileitung quert die Hausbergbahn in Garmisch-Partenkirchen als Erdkabel.

### Provisorische Schutzbauten
Wenn die im Bau befindliche Freileitung eine Eisenbahnlinie, eine Seilbahn, eine Straße oder eine andere Freileitung überquert, muss sichergestellt werden, dass nach unten hängende Seile den Verkehr nicht behindern; dass sie nicht mit schon unter Spannung stehenden Leitungen in Berührung kommen, was einen Kurzschluss zur Folge hätte. Deshalb wird jeweils über dem unteren Hindernis ein hölzernes Gestell gebaut.

### Breite Flüsse und Meerengen
Freileitungskreuzungen breiter Flüsse und von Meerengen bestehen, wenn das Terrain auf beiden Ufern relativ eben ist, häufig aus vier Masten: Zwei Abspannmasten besonders massiver Bauart zur Abspannung des Kreuzungsabschnitts und zwei Tragmasten großer Höhe zur Gewährleistung der nötigen Leitungshöhe über dem jeweiligen Gewässer. Diese Masten sind mit breiteren Traversen und größeren Traversenabständen als die übrigen Maste der Leitung ausgestattet, um ein Aneinanderschlagen der Leiterseile auch bei starkem Wind zu verhindern.
Im Unterschied zu normalen Freileitungsmasten sind die beiden Tragmasten an beiden Seiten der Kreuzung häufig als Flugsicherheitshindernis gekennzeichnet und über Treppen besteigbar. Nicht zuletzt deshalb sind sie daher oft besonders eindrucksvolle und auffällige Bauwerke. Die Tragmasten der Elbekreuzung 2 sind mit 227 m Höhe die höchsten Freileitungsmasten in Deutschland und Europa.
Freileitungskreuzungen von Flüssen und Meerengen mit Breiten über zwei Kilometern sind häufig unwirtschaftlich und unter betrieblichen Bedingungen sehr ungünstig, da wegen der Gefahr windinduzierter Schwingungsbewegungen der Leiterseile sehr große Leiterabstände gewählt werden müssen oder im Spannfeld isolierende Abstandshalter zwischen den Phasen montiert werden müssen. Da die bei Höchstspannungsleitungen durchweg benutzten Bündelleiter in wesentlich höheren Maße zu Seilschwingungen neigen als Einfachleiter, können diese in vielen Fällen nicht verwendet werden, wodurch der Kreuzungsabschnitt unter Umständen zu dem die maximale Belastbarkeit der Leitung bestimmenden Abschnitt werden kann. Ein weiteres Problem folgt aus dem Umstand, dass man aus wirtschaftlichen und genehmigungstechnischen Gründen die Masten an den beiden Enden des Kreuzungsabschnitts nicht beliebig hoch bauen kann, andererseits aber häufig wegen des Schiffsverkehrs oft eine beachtliche Mindesthöhe der Leitung einhalten muss, weshalb eine hohe Zugspannung im Leiterseil bei großen Spannweiten auftritt. Dieser Zugspannung sind nur Seile mit hohen Stahlanteilen gewachsen, die aber bei gleichem Gewicht eine schlechtere elektrische Leitfähigkeit besitzen als die üblichen Leiterseile aus Kupfer, Aldrey oder aluminiumummanteltem Stahl, was ebenfalls zu einer Beeinträchtigung der elektrischen Belastbarkeit führt. Aus diesem Grund sollte bei Gewässern ab etwa zwei Kilometern Breite stets geprüft werden, ob eine Ausführung der kreuzenden Leitung als im Wasser verlegtes Kabel (Seekabel), die bei Gewässern mit einer Breite von über fünf Kilometern die einzige praktikable Lösung darstellt, durchgeführt werden kann.
Wenn der zu kreuzende Wasserweg nicht allzu tief ist, können auch ein oder mehrere Freileitungsmaste auf Caissons im Wasserweg errichtet werden. Ein ausgeführtes Beispiel hierfür ist die Freileitungskreuzung des Maracaibo-Sees.
Die Genehmigung derartiger Konstruktionen ist in schiffbaren Gewässern sehr problematisch, weil im Wasser errichtete Freileitungsmaste insbesondere im Nebel gefährliche Hindernisse für die Schifffahrt darstellen.
Gegebenenfalls können auch auf einer Brücke, die besagtes Gewässer überquert, kleine Maste oder Querträger am Brückenkörper für die Aufnahme von Leiterseilen installiert werden. Eine derartige Lösung, welche insbesondere bei der Brückenwartung Sicherheitsprobleme mit sich bringen dürfte, wurde bei der Storstrømsbroen in Dänemark realisiert. Auch die Südbrücke in Köln trägt eine Freileitung, es handelt sich um die 2002 fertiggestellte Bahnstromleitung Köln–Sindorf.
Es kann übrigens durchaus vorkommen, dass Freileitungskreuzungen breiter Gewässer durch im Wasser verlegte Kabel ersetzt werden. So wurde die Freileitungskreuzung der Straße von Messina, die mit einer Spannweite von 3646 Metern zu den längsten Freileitungskreuzungen und deren Kreuzungsmaste mit einer Höhe von 200 Metern zu den höchsten Hochspannungsmasten der Welt gehörten, wegen ihrer geringen elektrischen Belastbarkeit durch ein Seekabel ersetzt.
Müssen Freileitungen, die eine derartige Kreuzung aufweisen, erneuert werden, tauscht man bei den Kreuzungmasten mitunter nur die Spitze aus, um den aufwändigen und kostenintensiven Abriss der alten und Bau komplett neuer Freileitungsmasten zu vermeiden.

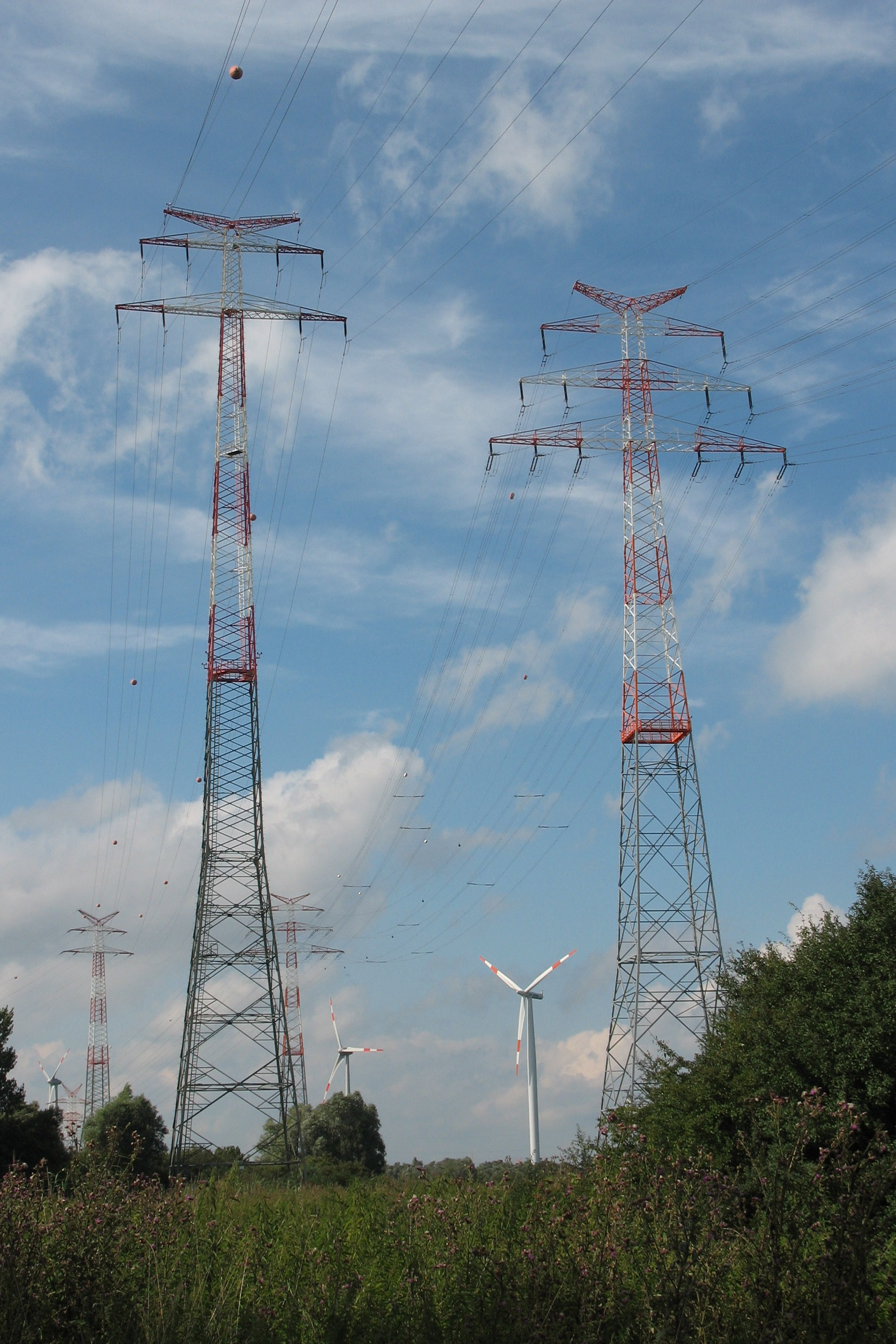
Freileitungskreuzung über die Weser, Höhe Bremen-Industriehafen. Links Bahnstrommasten, rechts Drehstrommasten.
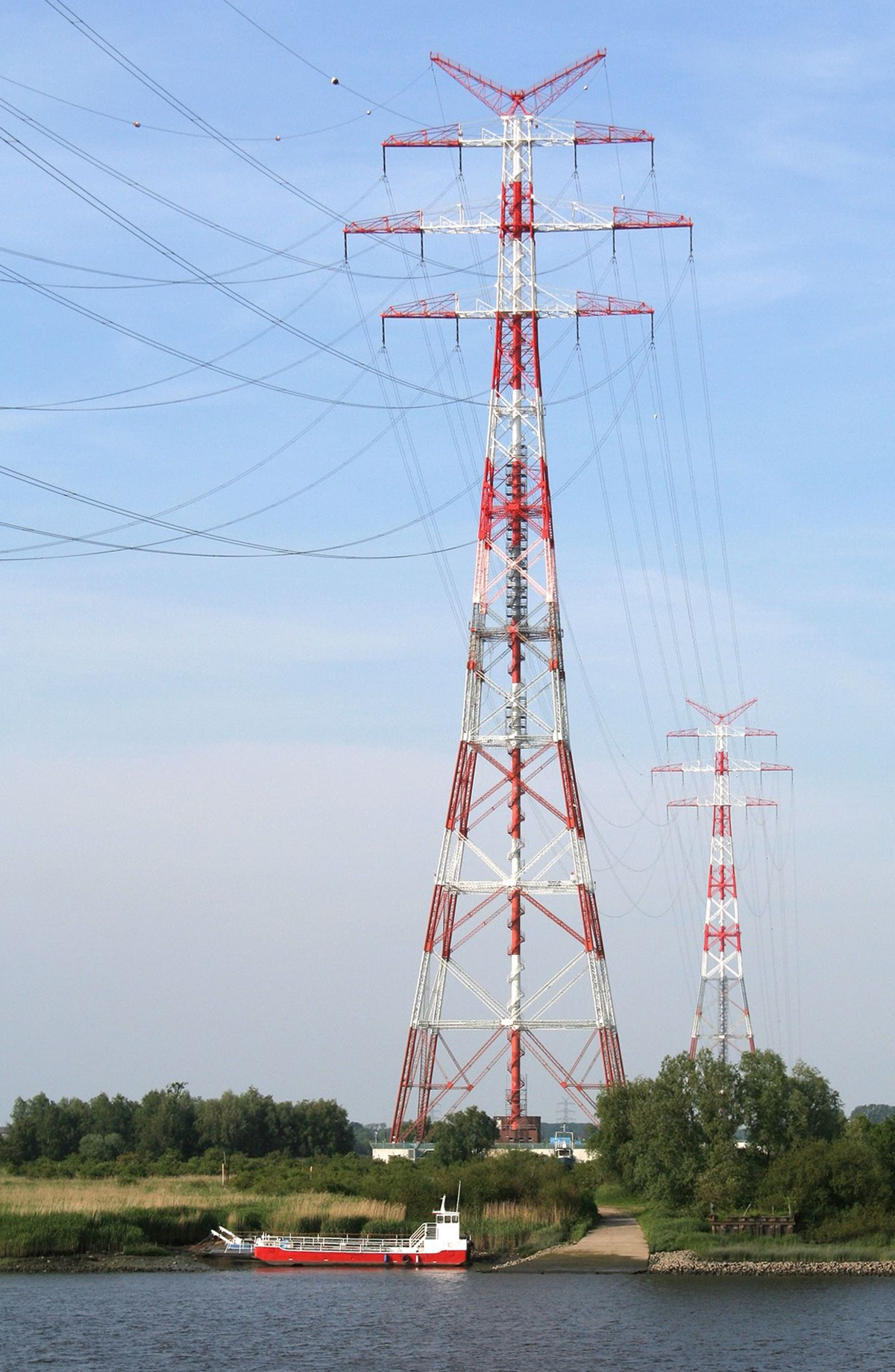
Die Elbekreuzung 2 bei Stade verwendet die höchsten Freileitungsmasten Europas.
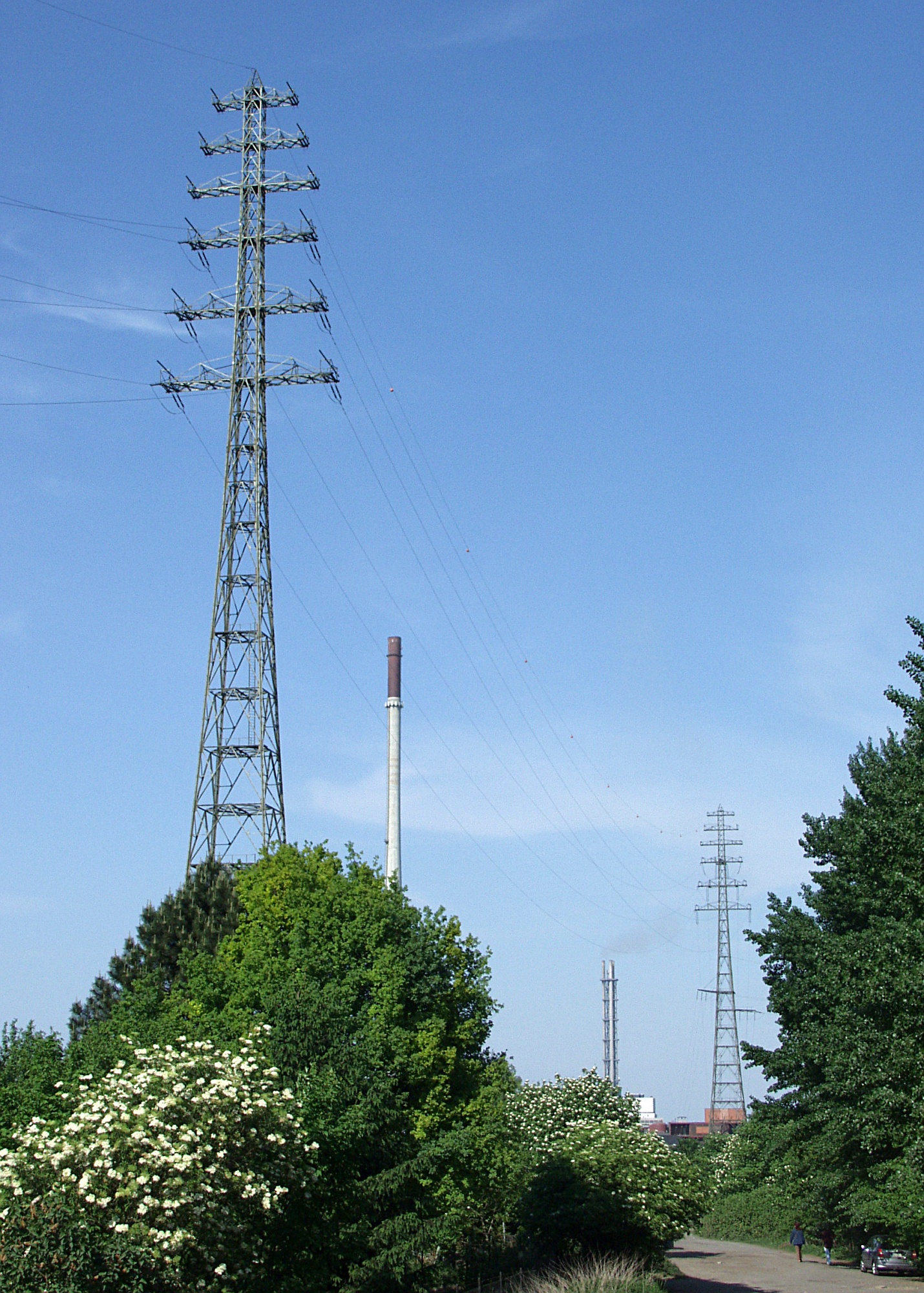
Unkonventionelle Masten realisieren die Freileitungskreuzung bei Duisburg-Rheinhausen.
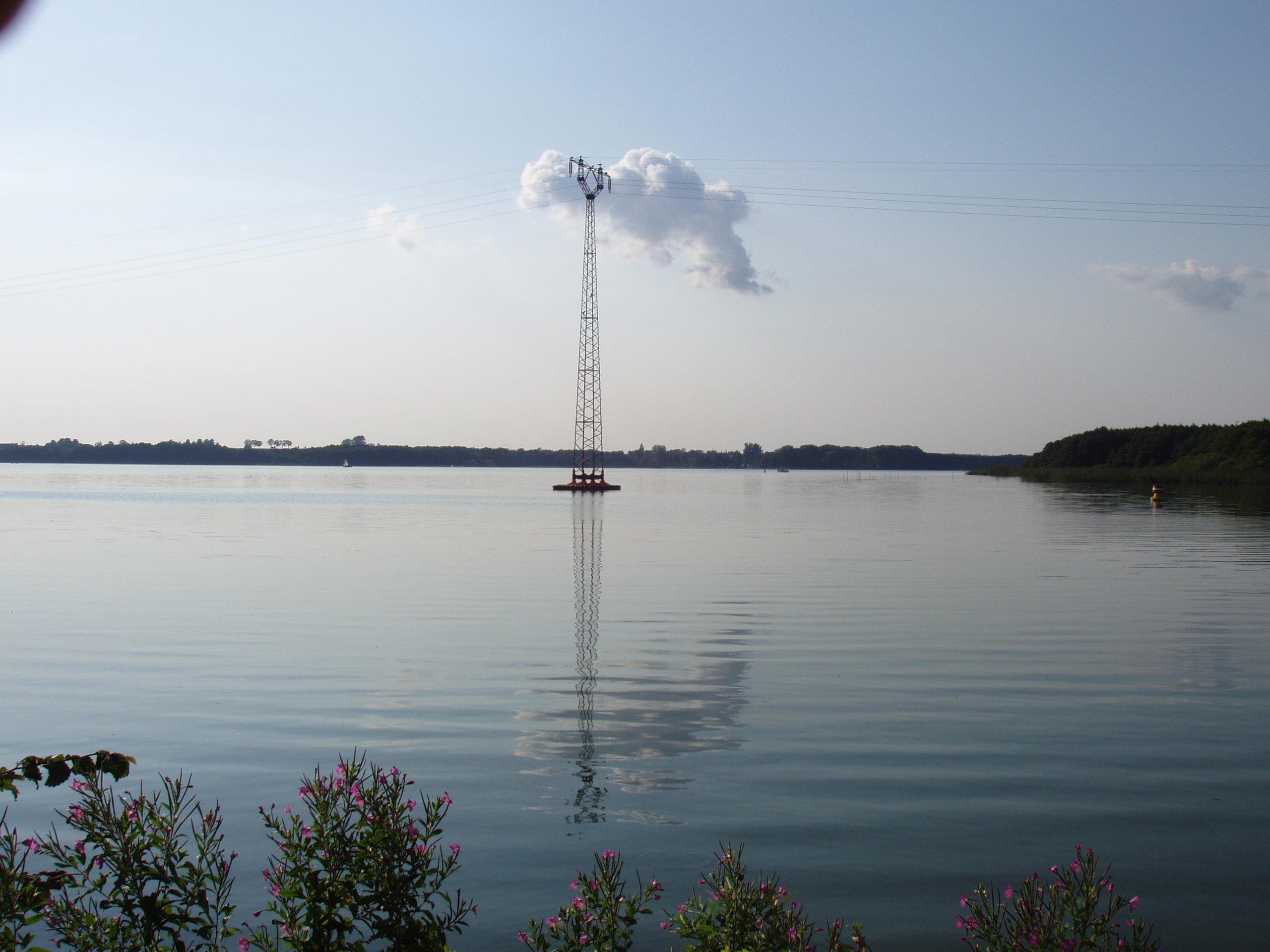
Ein Deltamast einer einkreisigen 110-kV-Freileitung steht im Schweriner See. Das Gewässer wird nördlich des Paulsdammes gekreuzt.
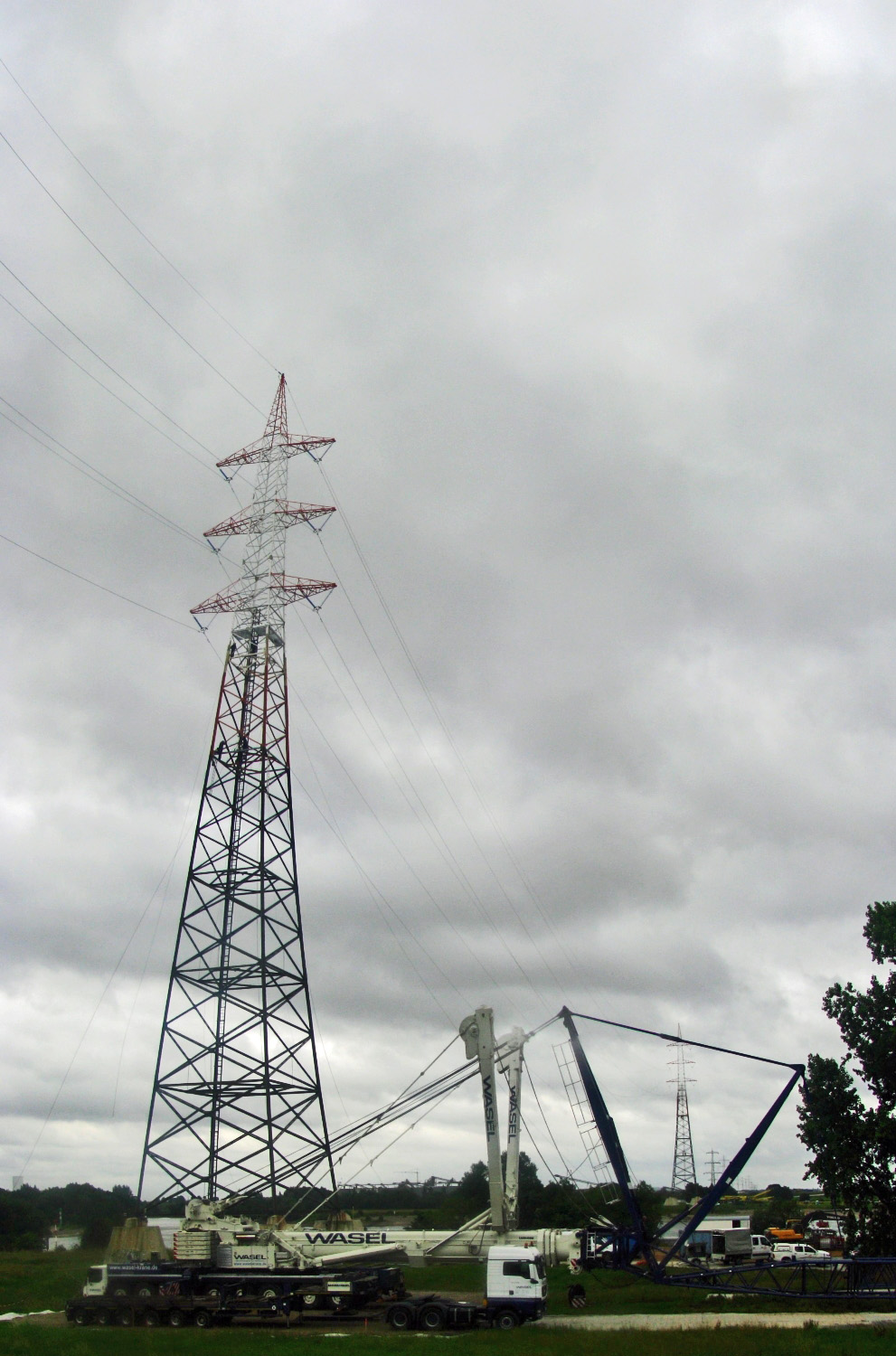
Für die Rhein-Freileitungskreuzung Voerde wurden die Mastspitzen aufgrund von altersbedingten Verschleiß erneuert; die unteren Mastschaften blieben erhalten.
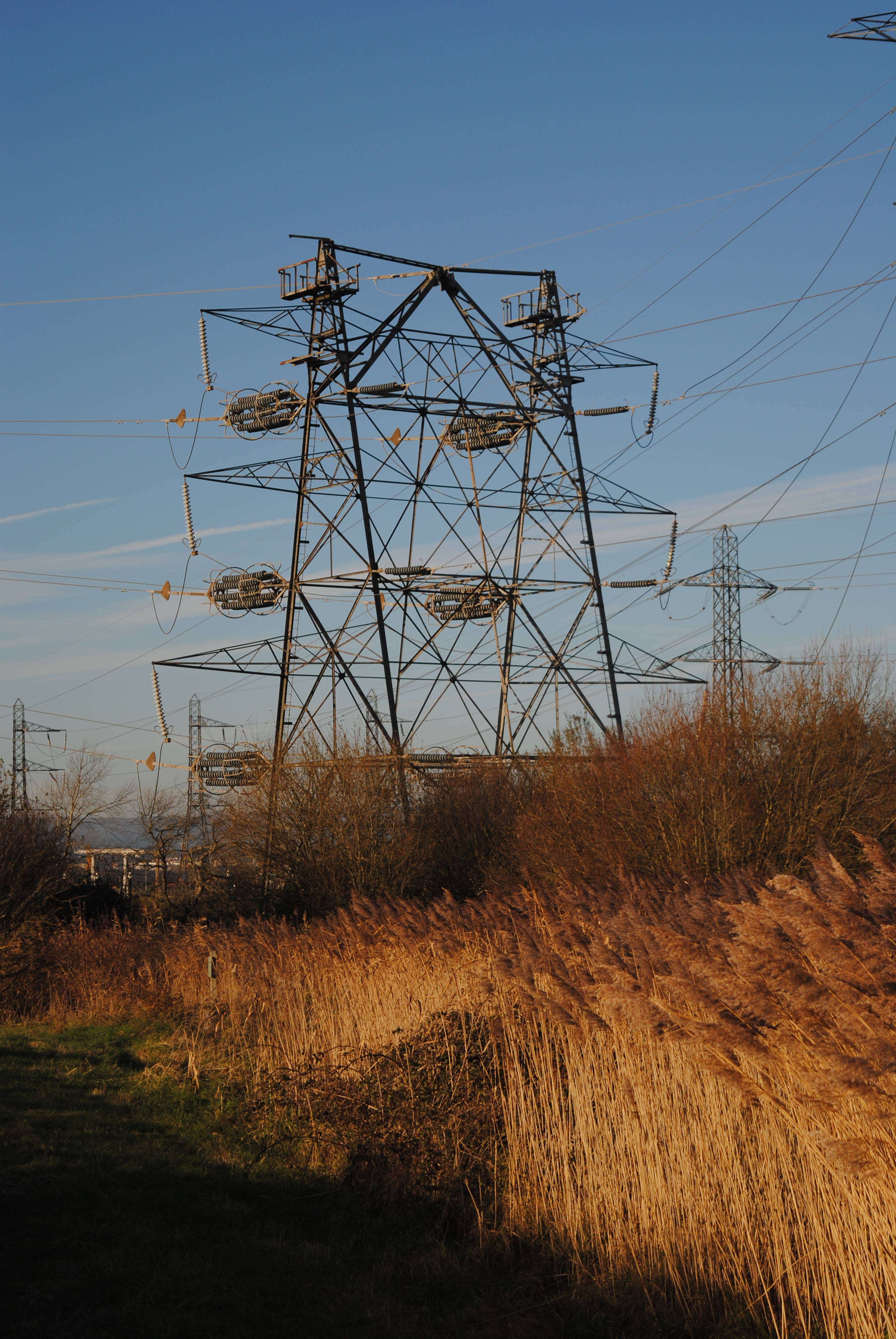
Abspannmast mit Achtfach-Isolatoren an der Querung der Usk-Mündung

#### Beispiele
- Freileitungsverbindung Jintang–Cezi
- Hochspannungsleitung zur Insel Zhoushan
- Jangtse-Freileitungskreuzung
- Jangtse-Freileitungskreuzung Nanking
- Jangtse-Freileitungskreuzung Wuhu
- Perlfluss-Freileitungskreuzung
- Orinoco-Freileitungskreuzung
- Elbe & Köhlbrand, zurzeit die drei höchsten Freileitungskreuzungen Deutschlands
  - Elbekreuzung 1
  - Elbekreuzung 2
  - Köhlbrand-Freileitungskreuzung
- Chusi-Freileitungskreuzung
- Freileitungskreuzung des Sueskanals
- Freileitungskreuzung des Ling-Bei-Kanals
- Luohe-Freileitungskreuzung
- Wolga-Freileitungskreuzung Balakowo
- Höchstgelegene Leitung Europas über den Vorabgletscher, siehe Vorableitung
- Freileitungen über den Bosporus
- Freileitungskreuzung der Straße von Messina (stillgelegt)
- Freileitungskreuzung des Sankt-Lorenz-Stroms Tracy
- Schelde-Freileitungskreuzung Doel
- Freileitungskreuzung der Bucht von Cádiz
- Limfjord-Freileitungskreuzung 1
- Limfjord-Freileitungskreuzung 2
- Karmsund-Freileitungskreuzung
- Freileitungskreuzung des Sankt-Lorenz-Stromes der HGÜ Québec–Neuengland (abgebaut)
- Rhein-Freileitungskreuzung Koblenz-Niederwerth-Urbar
- Rhein-Freileitungskreuzung Reisholz
- Rhein-Freileitungskreuzung Voerde
- Weser-Freileitungskreuzung Bremen-Farge
- Freileitungskreuzung der Oka bei Dserschinsk
- Dnepr-Freileitungskreuzung Energodar
- Freileitungsquerung des Rheins bei Duisburg-Rheinhausen
- Weichsel-Freileitungskreuzung Tarchomin-Lomianki
- Oder-Freileitungskreuzung Skolwin-Inoujście
- Weichsel-Freileitungskreuzung Lubaniew-Bobrowniki
- Weichsel-Freileitungskreuzung Świeże Górne-Rybakow
- Weichsel-Freileitungskreuzung Ostrówek-Tursko
- Weichsel-Freileitungskreuzung Nowy Bógpomóż-Probostwo Dolne
- Weichsel-Freileitungskreuzung Regów-Gołąb
- Freileitungskreuzung Klaipėda–Kurische Nehrung (litauischer Teil)
- Elbe-Freileitungskreuzung Bullenhausen
- Freileitungskreuzungen des Kleinen Belt (abgebaut)
- Weserquerungen Bremen-Industriehafen
- Swine-Freileitungskreuzung Swinemünde
- Strelasund-Freileitungskreuzung
- Freileitungskreuzung Peenestrom Karnin
- Freileitungskreuzung der Peene bei Karlshagen
- Freileitungskreuzung Chortyzja am Ostufer des Dnepr
- Aggersund-Freileitungskreuzung der HGÜ Cross-Skagerrak
- Freileitungskreuzung über dem Weisstannental (siehe 380-kV-Leitung Sils-Fällanden)
- Freileitungskreuzung über dem Tal der Furkareuss zwischen Andermatt und Realp (siehe Gotthardleitung)
- 380-kV-Ems-Freileitungskreuzung
- Tragmaste der Ghesm-Freileitungskreuzung
- 380-kV-Themse-Freileitungskreuzung
- Severn-Freileitungskreuzung Aust
- Daugava-Freileitungskreuzung
- Freileitungskreuzung der Carquinez-Straße

### Täler
Freileitungskreuzungen von Tälern bestehen aus zwei Abspannmasten auf beiden Seiten des Tales. Wenn die Topographie des Tales geeignet ist, brauchen diese nicht sehr hoch zu sein. Bei sehr weiten Tälern ist es vorteilhaft, für jede Phase einen eigenen Mast vorzusehen, um einen ausreichenden Abstand der Leiterseile voneinander zu erreichen. In diesen Fällen befindet sich hinter diesen häufig noch ein weiterer Abspannmast, um die Winkeländerung der Leiterseile durchzuführen.
Die im letzten Abschnitt erwähnten Probleme bezüglich großer Spannweiten bestehen natürlich auch in diesen Fällen, doch kann, wenn durch eine geeignete Topographie keine hohen Kreuzungsmaste nötig sind, durch Verwendung eines eigenen Mastes für jede Phase sehr wirtschaftlich ein fast beliebig großer Abstand der Leiterseile erzielt werden.

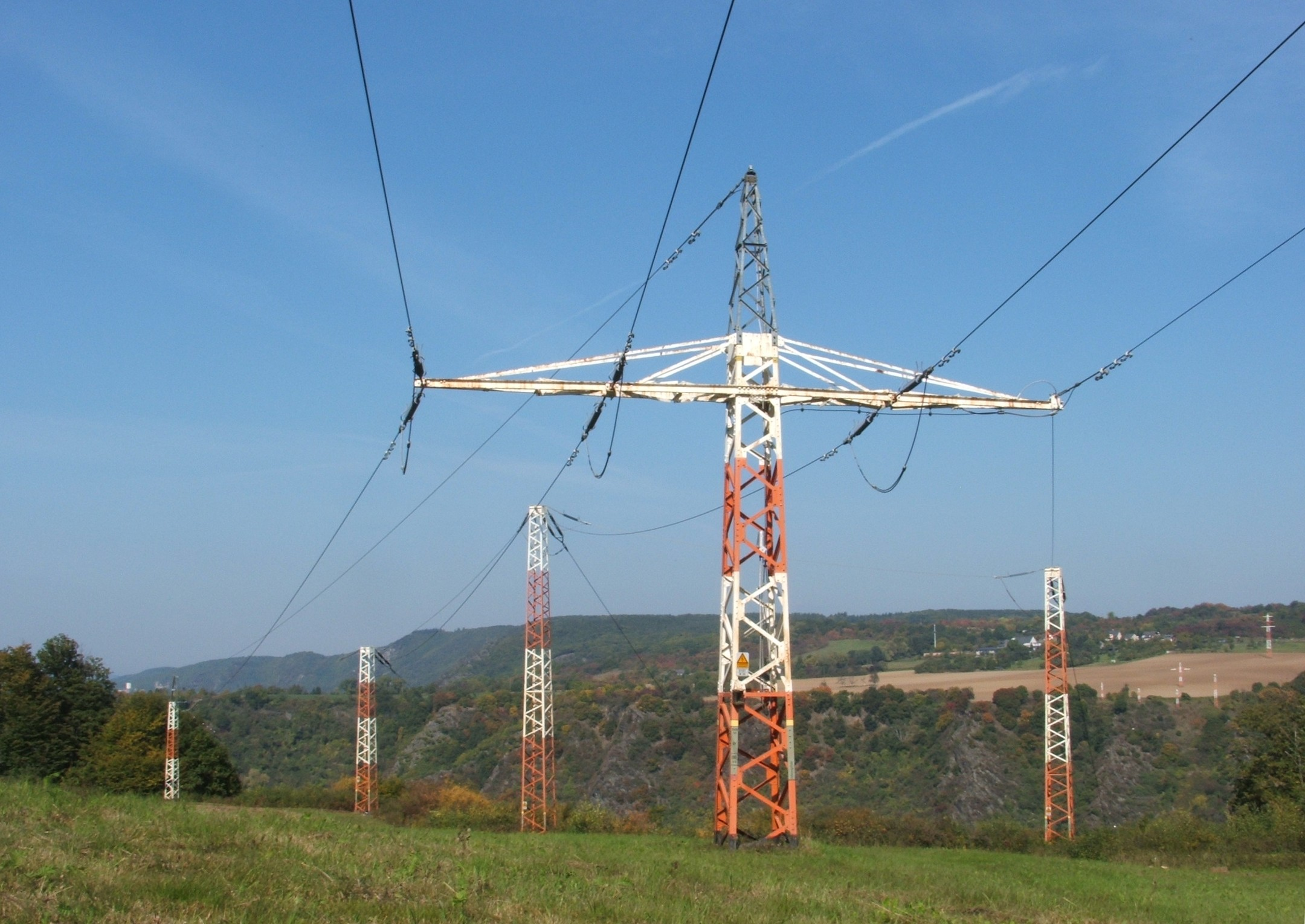
Für die Querung von breiten, tiefen Tälern werden mitunter auch separate Masten für jeden einzelnen Stromkreis verwendet.
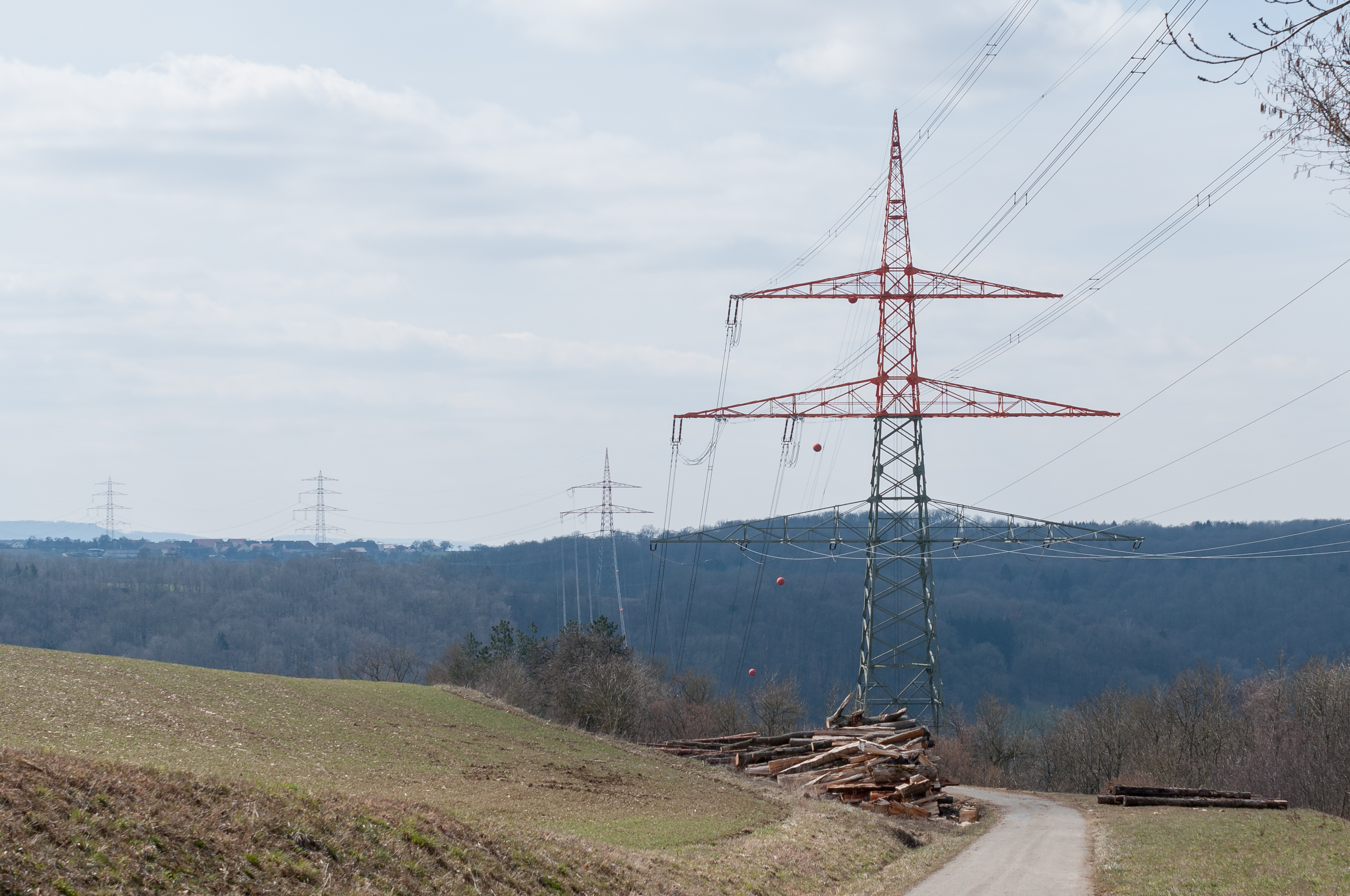
Das Kochertal wird bei Morsbach von einer 380/110-kV-Freileitung gequert.
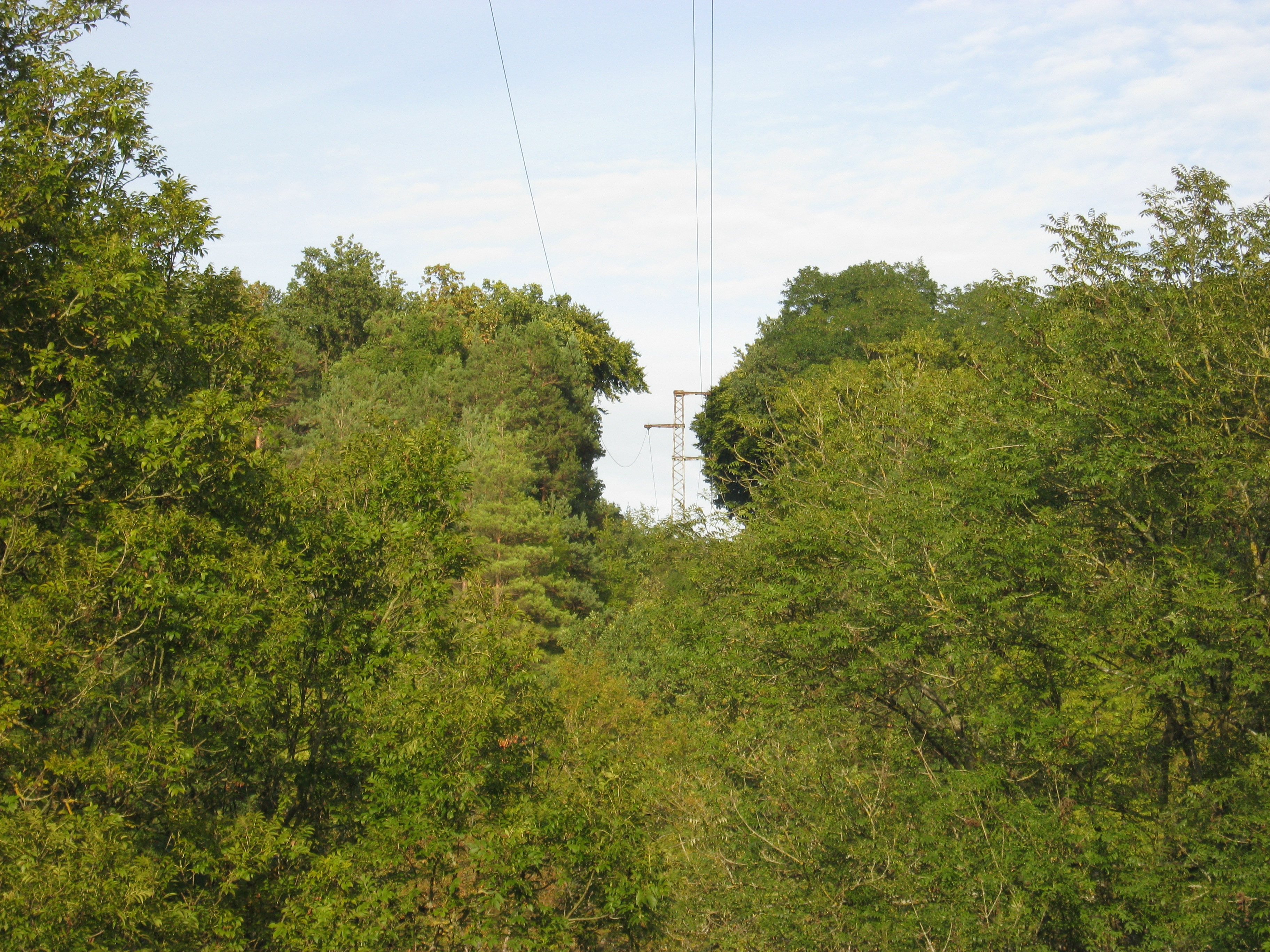
Eine 20-kV-Mittelspannungsleitung quert das Glattbachtal bei Großglattbach

#### Beispiele
- Freileitungskreuzung des Fjords von Ameralik auf Grönland, über 5 km – längste Spannweite
- Freileitungskreuzung des Sognefjords, Norwegen, über 4 km
- Überspannung des Eyachtals (Anlage 615)
- Überspannung des Enztals bei Bad Wildbad
- Überspannung des Nagoldtals bei Bad Liebenzell
- Überspannung des Weisstannentals
- Rhein-Freileitungskreuzung Hirzenach-Oberkestert